# Brancus verdieri
Brancus verdieri là một loài nhện trong họ Salticidae.
Loài này thuộc chi Brancus. Brancus verdieri được Lucien Berland & Millot miêu tả năm 1941.